# Mesofila limnetica
Mesofila limnetica ist eine Art von heterotrophen Amöboflagellaten, die zu den Cercozoa gestellt wird und alleine eine eigene Familie Mesofilidae bildet. Sie lebt im Süßwasser und ernährt sich von Bakterien.

## Merkmale
Es sind kleine, heterotrophe Amöboflagellaten mit zwei Geißeln. Sie haben zahlreiche, stark verzweigte Filopodien, die nicht dreidimensional abstehen, sondern dem Substrat anliegen. Filopodien und Geißeln können zusammen oder getrennt vorkommen. 
Die amöboiden Zellen sind rund bis polygonal mit einer unebenen Oberfläche. Sie haben einen Durchmesser von 9 bis 14 Mikrometer. Der Zellkern sitzt zentral und nimmt etwa ein Viertel des Zelldurchmessers ein und besitzt einen auffälligen Nucleolus. Die Filopodien gehen von allen Seiten der Zelle aus und sind bis 10-mal so lang wie der Zelldurchmesser. Die amöboide Form ist immobil. 
Das Flagellatenstadium ist eiförmig mit einer Länge von rund 8 Mikrometern und besitzt zwei Geißeln: Die hintere wird nachgeschleppt und ist 2- bis 2,5-mal so lang wie die Zelle. Die vordere Geißel ist halb- bis einmal so lang wie der Körper und schlägt lebhaft. Die Zellen bewegen sich gleitend am Substrat vorwärts, wobei das dickere Hinterende oft vom Boden abgehoben ist. Der Flagellat kann sich auch schwimmend fortbewegen.
Es werden kugelige, glatte Zysten von rund zehn Mikrometer Durchmesser gebildet.

## Systematik
Mesofila limnetica steht als basale Gruppe in einer der beiden großen Klade, die die Klasse Granofilosea bilden. Sie wird in eine eigene Familie Mesofilidae gestellt. 

## Belege
- David Bass, Ema E.-Y.Chao, Sergey Nikolaev, Akinori Yabuki, Ken-ichiro Ishida, Cédric Berney, Ursula Pakzad, Claudia Wylezich, Thomas Cavalier-Smith: Phylogeny of Novel Naked Filose and Reticulose Cercozoa: Granofilosea cl.n. and Proteomyxidea Revised. Protist, 2008 doi:10.1016/j.protis.2008.07.002